# TRS Motorcycles
TRS Motorcycles és una empresa catalana fabricant de motocicletes i bicicletes de trial. La seva raó social és TRS Motorcycles, S.L. i té la fàbrica al polígon Les Verges de Santpedor i la seu al número 292 del carrer Muntaner de Barcelona. Tant les motos com les bicicletes es comercialitzen actualment sota la mateixa marca, TRRS, la qual s'anomenava inicialment TRS (el logotip actual conserva el text de l'antiga marca en negre i duu, com a afegitó, una segona R en vermell). L'empresa compta amb uns 20 treballadors i exporta els seus productes a nombrosos països.
TRS fou fundada el 2013 per quatre socis: el múltiple Campió del Món de trial Jordi Tarrés, l'empresari barceloní Ricardo Novel (amb participació en diverses empreses relacionades amb el món de l'automòbil), l'expert en el sector de les dues rodes Marc Arañó (amb experiència a Derbi, Gas Gas i Jotagas) i l'empresari i inversor barceloní Josep Borrell.

## Història

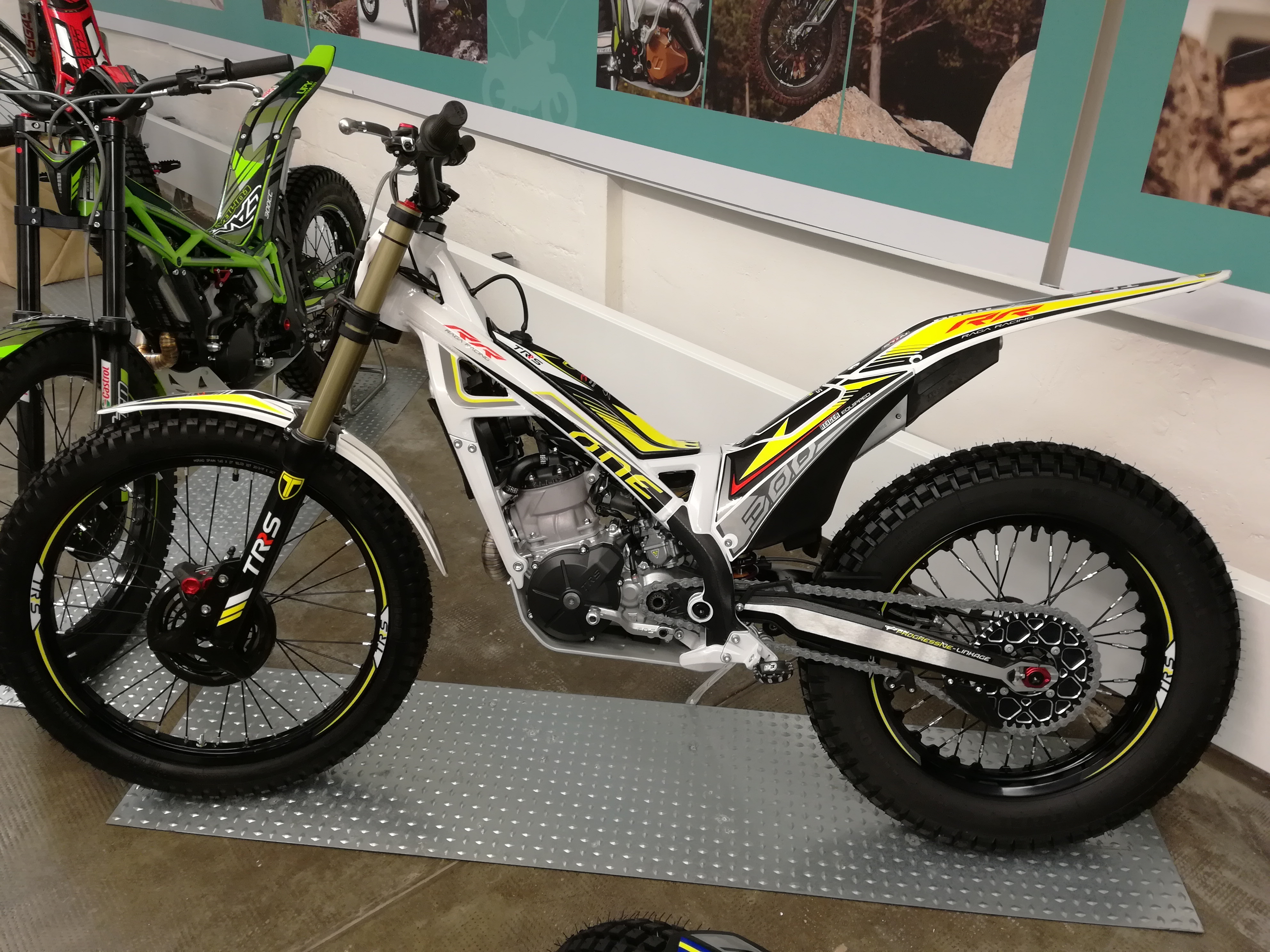
La TRS One "Raga Racing" (2017)

Després d'haver participat en el naixement de Jotagas i en el disseny de les seves motocicletes de trial, les JTG, Tarrés i Arañó, juntament amb els empresaris Novel i Borrell, engegaren aquest nou projecte empresarial. Al tombant del 2014, TRS inicià la producció del seu primer model en tres cilindrades (250, 280 i 300 cc), el qual fou finalment presentat al setembre del 2015. L'empresa dissenyà un pla inicial de negoci que preveia una facturació de 6 milions d'euros i una plantilla de quinze persones en una primera fase a tres anys vista. En una segona fase a sis anys, TRS comptava completar la gamma amb nous models de motocicletes, sempre dins del segment del fora d'asfalt.
Al començament, TRS tenia la seu administrativa al número 14 de l'Avinguda de Pau Casals de Barcelona i, a l'espera de decidir la ubicació de les instal·lacions productives i el departament d'R+D+I, Tarrés instal·là la seva oficina a Rellinars, Vallès Occidental (on resideix) des d'on es dedicà a crear y a dissenyar els futurs models amb un equip d'enginyers. Finalment, la seu es traslladà al carrer Muntaner i la fàbrica s'instal·là a Santpedor.
Pel que fa al vessant esportiu, la marca s'enfocà des del començament vers la competició al màxim nivell. El 14 de setembre de 2015 es va fer públic que l'empresa ja havia realitzat el seu primer model, la TRS One, i que el seu pilot oficial seria Adam Raga, a qui havia fitxat per a les properes tres temporades. Raga, que s'havia quedat sense equip arran de la fallida de Gas Gas, començà a pilotar la nova TRS en competició d'ençà d'aquella mateixa setmana.
Adam Raga ha estat pilotant les TRS des del 2015 fins a l'actualitat i hi ha aconseguit nombrosos èxits en competició. El 2020, TRS guanyà el campionat del món de trial de constructors i els seus pilots, Raga i Alexandre Ferrer, acabaren subcampions del món de TrialGP i de Trial2 respectivament. Raga va tornar a renovar el seu contracte amb l'empresa a finals d'aquell any.

### El canvi de nom
Poc després que Tarrés llancés la marca TRS el 2015, una empresa turca homònima de recanvis de camions va presentar una reclamació i el català va decidir de substituir el nom de la nova marca per TRRS, amb una altra R "camuflada", de manera que en el fons és el mateix i es llegeix igual.